# Krasnionka (przystanek kolejowy)
Krasnionka (ros. Краснёнка) – przystanek kolejowy w miejscowości Krasnionka, w rejonie małowiszerskim, w obwodzie nowogrodzkim, w Rosji. Położony jest na linii Petersburg – Moskwa.